# 성곡동 까치구멍집
성곡동 까치구멍집은 경상북도 안동시, 안동민속박물관에 있다. 2013년 4월 9일 안동시의 문화유산 제76호로 지정되었다.